# Liczba Ferriera
Liczba Ferriera jest największą liczbą pierwszą sprzed ery elektroniki, została znaleziona przez Francuza Aimé Ferriera.
{\displaystyle {\frac {2^{148}+1}{17}}=20\ 988\ 936\ 657\ 440\ 586\ 486\ 151\ 264\ 256\ 610\ 222\ 593\ 863\ 921}
Jest to 44-cyfrowa liczba pierwsza znaleziona za pomocą mechanicznego kalkulatora w 1951 r.